# Атка (Аляска)
Атка (англ. Atka) — город в зоне переписи населения Западные Алеутские острова, штат Аляска, США. Население  — 81 человек (оценка, 2019 год).

## История
Поселение было основано как форпост Атхинское в 1795 году. До 1867 года являлось административным центром Атхинского отдела Русской Америки.

## География
Город расположен на восточной стороне острова Атка, который входит в группу Андреяновских островов. Площадь города составляет 93,7 км², из которых 22,6 км² — суша и 71,1 км² (75,81 %) — вода.

## Население
По данным переписи 2000 года население города составляло 92 человека. Расовый состав: коренные американцы — 80,43 %; белые — 6,52 %; азиаты — 1,09 %; население островов Тихого океана — 1,09 % и представители двух и более рас — 10,87 %. Доля лиц в возрасте младше 18 лет — 30,4 %; лиц от 18 до 24 лет — 7,6 %; от 25 до 44 лет — 29,3 %; от 45 до 64 лет — 23,9 % и старше 65 лет — 8,7 %. Средний возраст населения — 36 лет. На каждые 100 женщин приходится 100 мужчин; на каждые 100 женщин в возрасте старше 18 лет — 106,5 мужчин.
Из 32 домашних хозяйств в 40,6 % — воспитывали детей в возрасте до 18 лет, 37,5 % представляли собой совместно проживающие супружеские пары, в 9,4 % семей женщины проживали без мужей, 34,4 % не имели семьи. 28,1 % от общего числа семей на момент переписи жили самостоятельно, при этом 9,4 % составили одинокие пожилые люди в возрасте 65 лет и старше. В среднем домашнее хозяйство ведут 2,69 человек, а средний размер семьи — 3,33 человек.
Динамика численности населения города по годам:
| 1920 | 1930 | 1940 | 1950 | 1960 | 1990 | 2000 | 2010 | 2011 | 2012 | 2013 | 2014 | 2015 | 2016 | 2017 | 2018 | 2019 |
| ---- | ---- | ---- | ---- | ---- | ---- | ---- | ---- | ---- | ---- | ---- | ---- | ---- | ---- | ---- | ---- | ---- |
| 56   | 103  | 89   | 85   | 119  | 73   | 92   | 61   | 61   | 66   | 71   | 77   | 77   | 75   | 84   | 82   | 81   |

## Экономика
Средний доход на совместное хозяйство — $30 938; средний доход на семью — $34 375. Средний доход мужчины — $28 750, женщины — $33 438. Средний доход на душу населения — $17 080. Около 7,5 % жителей живут за чертой бедности, включая 0 % лиц младше 18 лет и 26,7 % лиц старше 65 лет.